# Служба внешней разведки Украины
Служба внешней разведки Украины (СВРУ) — орган государственной власти Украины, осуществляющий разведывательную деятельность в политической, экономической, военно-технической, научно-технической, информационной и экологической сферах. Ведомоственный праздник — День внешней разведки Украины празднуется ежегодно 24 января.

## Создание
СВР Украины создана в соответствии с Указом Президента Украины 14 октября 2004 года на
базе разведывательных подразделений Службы безопасности Украины (ранее существовали Департамент разведки, Главное управление разведки СБ Украины) для осуществления разведывательной деятельности в политической, экономической, военно-технической, научно-технической, информационной и экологической сферах, участия в борьбе с международной организованной преступностью, терроризмом, обеспечения безопасности учреждений и граждан Украины за границей.
1 декабря 2005 года Верховной Радой Украины принят Закон «О Службе внешней разведки Украины», которым урегулирован и законодательно закреплён правовой статус внешней разведки как самостоятельного государственного органа Украины. Приобретение СВР такого статуса и выведение её из состава правоохранительного органа стало одним из шагов по реформированию силовых структур Украины в соответствии с принципами демократического правового государства.

## Основные задачи и структура
На СВР Украины возлагаются такие основные задачи:
- добывание, аналитическая обработка и предоставление определённым законодательством Украины руководителям вышестоящих органов государственной власти разведывательной информации;
- содействие специальными мероприятиями осуществлению государственной политики Украины в экономической, политической, военно-технической, экологической и информационной сферах, укреплению обороноспособности, экономического и научно-технического развития страны;
- участие в обеспечении безопасного функционирования учреждений Украины за границей, безопасности сотрудников этих учреждений и членов их семей в стране пребывания, а также откомандированных за границу граждан Украины, которые осведомлены со сведениями, составляющими государственную тайну;
- участие в борьбе с международной организованной преступностью, терроризмом, незаконным оборотом наркотических средств, незаконной торговлей оружием и технологией его изготовления, незаконной миграцией;
- осуществление мер противодействия внешним угрозам национальной безопасности Украины, жизни, здоровью её граждан и объектам государственной собственности за пределами Украины.

С учётом поставленных задач построена организационная структура СВР Украины, которая включает оперативные, аналитические, технические, подразделения, научно-исследовательские учреждения, а также подразделения правового, кадрового, административно-хозяйственного обеспечения и прочие. Подготовкой и переподготовкой специалистов занимается Институт Службы внешней разведки Украины.

Законом «О Службе внешней разведки Украины» утверждена общая численность СВР Украины в количестве 4350 человек, в том числе до 4010 военнослужащих.

Эмблема СВРУ 2004—2019
Эмблема СВРУ 2019—2024

## Руководство
Общее руководство Службой внешней разведки осуществляет Президент Украины, который назначает Председателя СВР Украины. Контроль за деятельностью СВР Украины осуществляется в пределах конституционных полномочий Президентом Украины, в том числе через Совет национальной безопасности и обороны Украины, и Верховной Радой Украины, контроль за использованием средств Государственного бюджета Украины на удержание СВР Украины — Счётной палатой Украины, надзор за соблюдением СВР Украины законов — Генеральным прокурором Украины и уполномоченными им прокурорами.

## Председатели
- Синянский, Олег Григорьевич (14 октября 2004 г. — 28 февраля 2005 г.)
- Маломуж, Николай Григорьевич (3 апреля 2005 г. — 18 июня 2010 г.)
- Ильяшов, Григорий Алексеевич (18 июня 2010 г. — 26 февраля 2014 г.)
- Гвоздь, Виктор Иванович (27 февраля 2014 г. — 29 апреля 2016 г.)
- и. о. Разенков, Игорь Прокопович (9 июня 2016 г. — 13 сентября 2017 г.)
- Божок, Егор Валерьевич (13 сентября 2017 г. — 13 марта 2019 г.)[3][4]
- Вр. и. о Алексеенко, Андрей Викторович (16 марта — 11 июня 2019 г.)[5][6]
- Бухарев, Владислав Викторович (11 июня — 11 сентября 2019 г.)[7][8]
- Евдокимов Валерий Владимирович (20 сентября 2019 г. — 5 июня 2020 г.)[9]
- Кондратюк, Валерий Витальевич (5 июня 2020 г. — 23 июля 2021 г.)[10]
- Литвиненко, Александр Валерьевич (23 июля 2021 г. — 26 марта 2024 г.)[11]
- Иващенко, Олег Иванович (с 26 марта 2024 г.)

## Медали за службу

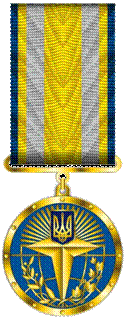
25 лет службы
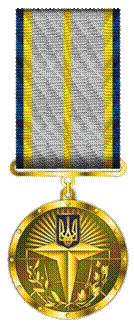
20 лет службы
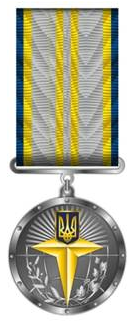
15 лет службы
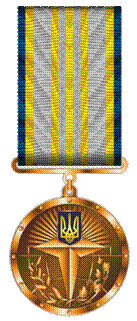
10 лет службы